# Stephen Cole Kleene
Stephen Cole Kleene (pronunțat /ˈkliːniː/; n. 5 ianuarie 1909, Hartford, Connecticut, SUA – d. 25 ianuarie 1994, Madison, Wisconsin, SUA) a fost un matematician american, elev al lui Alonzo Church, cunoscut, împreună cu Alan Turing, Emil Leon Post⁠(d) și alții, ca fondator al ramurii logicii matematice care poartă numele teoria calculabilității, care ulterior a stat la baza informaticii teoretice. Opera lui Kleene a reprezentat fundamentul studiului chestiunii care funcții sunt calculabile⁠(d). După el sunt denumite mai multe concepte matematice: ierarhia Kleene⁠(d), algebră Kleene⁠(d), Kleene star (închiderea Kleene), teorema de recursie Kleene⁠(d) și teorema Kleene a punctului fix⁠(d). El a inventat expresiile regulate, și a avut contribuții semnificative la bazele intuiționismului matematic⁠(d).
Deși numele lui de familie este frecvent pronunțat /ˈkliːniː/ sau /ˈkliːn/, Kleene însuși își pronunța numele /ˈkleɪniː/. Fiul său, Ken Kleene, scria: „din câte știu, această pronunție este incorectă în toate limbile cunoscute. Cred că această pronunție nouă fost inventată de tatăl meu.”

## Biografie
Kleene și-a obținut diploma de licență la Amherst College, în 1930. Apoi a obținut un doctorat în matematică la Universitatea Princeton în anul 1934. Teza, intitulată O teorie a numerelor întregi pozitive în logica formală, a fost elaborată sub supravegherea lui Alonzo Church. În 1930, el a efectuat lucrări importante în calculul lambda⁠(d) al lui Church. În 1935, s-a alăturat catedrei de matematică de la Universitatea din Wisconsin–Madison, unde și-a petrecut aproape toată cariera. După doi ani ca instructor, a fost numit profesor asistent în 1937.
În timp ce era profesor vizitator la Institute for Advanced Study de la Princeton, în 1939-40, el a pus bazele teoriei recursivității, domeniu a cărei cercetări avea să-i capteze interesul toată viața. În 1941, el a revenit la Amherst College, unde a petrecut un an ca profesor de matematică.
În timpul celui de al Doilea Război Mondial, Kleene a fost locotenent-comandor în Marina Statelor Unite. El a fost instructor de navigație la U. S. Naval Reserve Midshipmen School din New York, și apoi director de proiect la Naval Research Laboratory din Washington, D.C.
În 1946, Kleene a revenit în Wisconsin, devenind profesor titular în 1948 și profesor de matematică Cyrus C. MacDuffee în 1964. El a fost președinte al Catedrei de Matematică și Informatică, 1962-63, și decanul al Facultății de Litere și Științe din 1969 până în 1974. El a primit acestă din urmă numire în ciuda considerabilei agitații studențești din acea vreme, cauzată de Războiul din Vietnam. S-a pensionat de la Universitatea din Wisconsin în 1979. În 1999, biblioteca de matematică de la Universitatea din Wisconsin a fost botezată în onoarea lui.
Activitatea de predare a lui Kleene din Wisconsin a condus la elaborarea a trei texte de logica matematică, Kleene (1952, 1967) și Kleene și Vesley (1965), adesea citate și încă reeditate. Kleene (1952) a scris demonstrații alternative la teoremele de incompletitudine ale lui Gödel⁠(d), demonstrații care le-au consolidat acestora statutul canonic și le-au făcut mai ușor de predat și de înțeles. Kleene și Vesley (1965) este un manual clasic de introducere în logica intuiționistă⁠(d) și matematică⁠(d) în Statele Unite.
Kleene a fost președinte al Association for Symbolic Logic, 1956-58, și al Uniunii Internaționale de Istoria și Filosofia Științei, 1961. În 1990, el a fost distins cu Medalia Națională de Știință⁠(d).
Kleene și soția lui, Nancy Elliott, au avut patru copii. El a fost devotat toată viața fermei din Maine a familiei. Alpinist pasionat, avea un interes puternic pentru natură și mediu⁠(d), și a activat în folosul mai multor mișcări pentru conservarea mediului⁠(d).

## Publicații importante
- 1936. "General recursive functions of natural numbers  ", Matematica. Ann., 112, 727-742.
- 1952. Introduction to Metamathematics. New York: Van Nostrand. (Ishi Press: retipărire în 2009).[19]
- 1956. "Representation of Events in Nerve Nets and Finite Automata" în Automate de Studii. Claude Shannon și John McCarthy, eds.
- 1965 (cu Richard Eugene Vesley). The Foundations of Intuitionistic Mathematics. North-Holland.[20]
- 1967. Mathematical Logic. John Wiley. Retipărită la Dover, 2002. ISBN 0-486-42533-9.
- 1981. "Origins of Recursive Function Theory", în Annals of the History of Computing 3, Nr.1.